# Bietigheim Steelers
Les SC Bietigheim-Bissingen Steelers sont un club professionnel allemand de hockey sur glace basé à Bietigheim-Bissingen. Il évolue en 2. Bundesliga, le second échelon allemand.

## Historique
Le club est créé en 1988 sous le nom de SC Bietigheim-Bissingen-Kornwestheim e.V. En 1991, l'équipe est renommée SC Bietigheim-Bissingen. L'année suivante, elle est baptisée SC Bietigheim-Bissingen Steelers. En 2000, il est promu en 2. Bundesliga, sa division actuelle.

## Anciens joueurs

### Palmarès
- Vainqueur de la 2. Bundesliga: 2009, 2021.
- Vainqueur de l'Oberliga: 1997.